# Cheri, Cheri Lady
„Cheri, Cheri Lady” – jedyny singel promujący drugi album niemieckiego zespołu Modern Talking, Let’s Talk About Love.
Był trzecim kolejnym singlem numer 1 w niemieckiej liście przebojów po:
- „You’re My Heart, You’re My Soul”
- „You Can Win If You Want”

Później ukazał się jako remiks na płytach:
- Back for Good (jako osobny utwór i trzeci z utworów w miksie „No. 1 Hit Medley”)
- Alone (jako pierwszy w miksie utworów „Space Mix”)
- The Final Album, na którym w wersji DVD pojawił się także teledysk z 1985 roku.

## Wyróżnienia
- Złota płyta:
  - Niemcy[2]
  - Belgia[2]
  - Szwecja[2]

## Lista utworów

### Wydanie na 7”[3]
| Nr | Tytuł                              | Długość |
| -- | ---------------------------------- | ------- |
| 1. | „Cheri, Cheri Lady”                | 3:45    |
| 2. | „Cheri, Cheri Lady (Instrumental)” | 3:36    |

### Wydanie na 12”[4]
| Nr | Tytuł                                       | Długość |
| -- | ------------------------------------------- | ------- |
| 1. | „Cheri, Cheri Lady (Special Dance Version)” | 4:52    |
| 2. | „Cheri, Cheri Lady (Instrumental)”          | 3:36    |

## Listy przebojów (1985)
| Państwo    | Najwyższe miejsce |
| ---------- | ----------------- |
| Niemcy     | 1                 |
| Austria    | 1                 |
| Belgia     | 1                 |
| Dania      | 3                 |
| Hiszpania  | 1                 |
| Finlandia  | 1                 |
| Francja    | 18                |
| Grecja     | 1                 |
| Hongkong   | 1                 |
| Izrael     | 1                 |
| Włochy     | 7                 |
| Japonia    | 44                |
| Norwegia   | 1                 |
| Holandia   | 10                |
| Polska     | 1                 |
| Portugalia | 4                 |
| RPA        | 13                |
| Szwecja    | 3                 |
| Szwajcaria | 1                 |
| Turcja     | 1                 |

## Autorzy[5]
- Muzyka: Dieter Bohlen
- Autor tekstów: Dieter Bohlen
- Producent: Dieter Bohlen
- Aranżacja: Dieter Bohlen
- Współproducent: Luis Rodríguez